# Susanne Fischer (Journalistin, 1968)

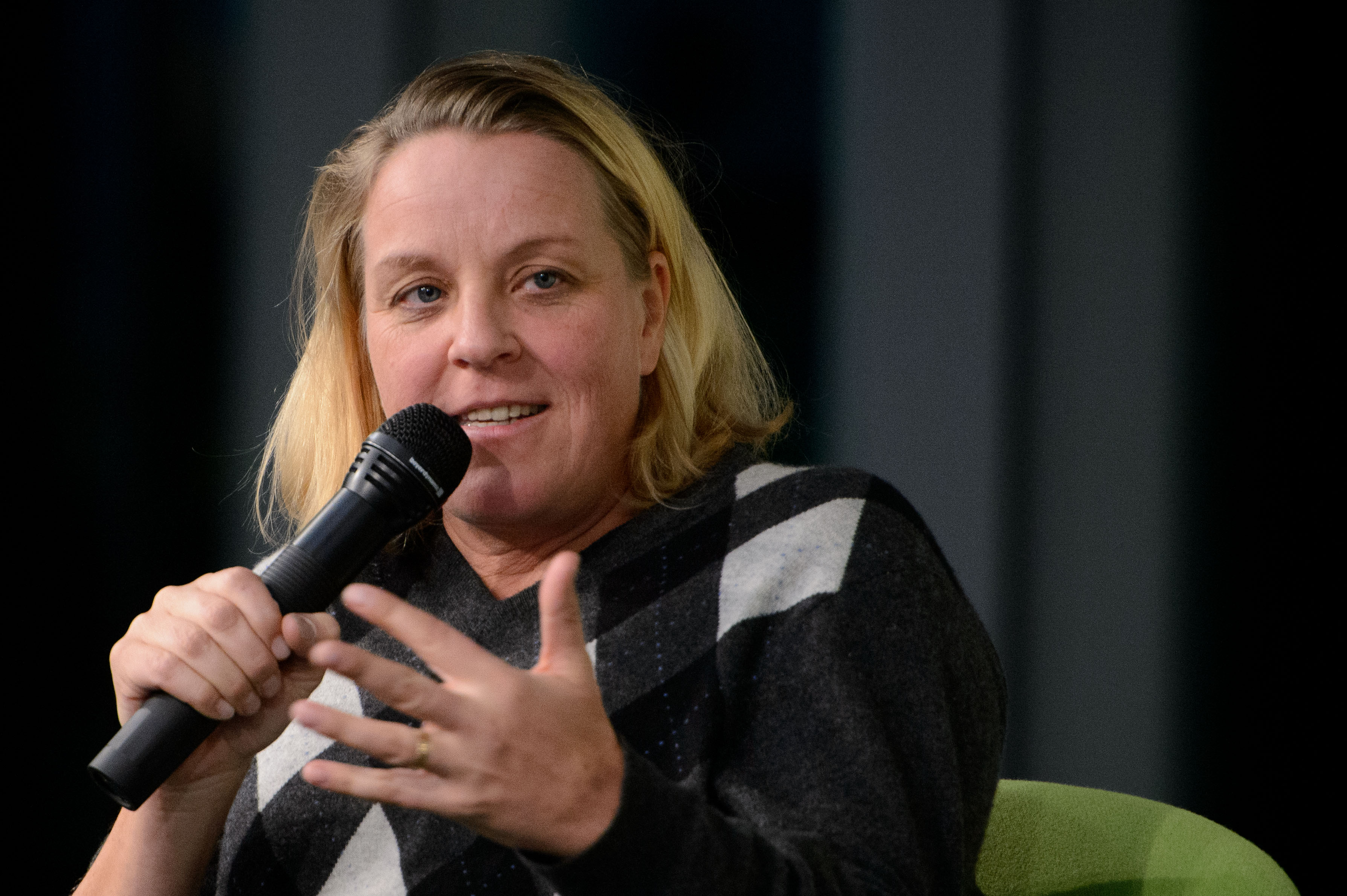
Susanne Fischer (2013)

Susanne Fischer (* 1968 in Düsseldorf) ist eine deutsche Journalistin.
Sie hat nach Politikstudium und Journalistenschule zehn Jahre für die Süddeutsche Zeitung, Die Woche und Der Spiegel über deutsche Politik berichtet. Von 2003 bis 2008 lebte sie im Irak, anfangs in Bagdad, wo sie aus dem und über den Irak schrieb, u. a. für Die Zeit, Der Tagesspiegel, Facts und stern.de. Ab März 2005 lebte sie im kurdischen Nordirak, wo sie im Auftrag des britischen „Institute for War and Peace Reporting“ irakische Journalisten ausbildet. Seit Sommer 2008 lebt und arbeitet Susanne Fischer in Beirut.
Im Jahr 2008 erhielt Susanne Fischers irakisches Reporterteam den Henri-Nannen-Preis für Pressefreiheit. 2008 wurde sie mit dem Leipziger Preis für die Freiheit und Zukunft der Medien ausgezeichnet und in der Kategorie „Außerordentliches journalistisches Engagement“ zur Journalistin des Jahres gekürt.
Sie gehört zu den Unterzeichnerinnen der Initiative Pro Quote.

## Schriften
- mit Christoph Reuter: Café Bagdad. Der ungeheure Alltag im neuen Irak. Bertelsmann, München 2004, ISBN 978-3-570-00793-8.
- Meine Frauen-WG im Irak oder Die Villa am Rande des Wahnsinns. Malik, München 2006, ISBN 978-3-89029-325-7.
- mit Iren Dornier: Logbuch der Träume. Mit dem fliegenden Boot um die Welt. Die DO-24. Sandmann, München 2007, ISBN 978-3-938045-27-5.
- mit Monika Huber (Hrsg.): News. The Televised Revolution. Hirmer, München 2012, ISBN 978-3-7774-5331-6.
- Ansichten einer späten Mutter. Hoffmann und Campe, Hamburg 2013, ISBN 978-3-455-50301-2.